# Fantasy Filmfest 2012
Das 26. Fantasy Filmfest (2012) fand in der Zeit vom 21. August bis 13. September für jeweils eine Woche in den Städten Berlin, Frankfurt, Hamburg, Köln, München, Nürnberg und Stuttgart statt.
Die Fantasy Filmfest Nights fanden wie in den Vorjahren im März in den Festivalstädten statt.
Der „Fresh Blood Award“ ging an den Film Beasts of the Southern Wild.

## Liste der gezeigten Filme
| Titel                                                | Regisseur                               | Sparte                     |
| ---------------------------------------------------- | --------------------------------------- | -------------------------- |
| 13 Eerie                                             | Lowell Dean                             | Selected Features          |
| 96 Minutes                                           | Aimee Lagos                             | Selected Features          |
| A.C.A.B. – All Cops are Bastards                     | Stefano Sollima                         | Selected Features          |
| Ace Attorney                                         | Takashi Miike                           | Focus Asia                 |
| After                                                | Ryan Smith                              | Fresh Blood                |
| The Aggression Scale                                 | Steven C. Miller                        | Selected Features          |
| The Awakening                                        | Nick Murphy                             | Fresh Blood                |
| The Baytown Outlaws                                  | Barry Battles                           | Closing Night              |
| Beast                                                | Christoffer Boe                         | Selected Features          |
| Beasts of the Southern Wild                          | Benh Zeitlin                            | Centerpiece                |
| Black Out                                            | Arne Toonen                             | Selected Features          |
| Black Rock                                           | Katie Aselton                           | Midnight Madness           |
| Blind Alley                                          | Antonio Trashorras                      | Selected Features          |
| Blind Spot                                           | Dominic James                           | Selected Features          |
| Brake                                                | Gabe Torres                             | Selected Features          |
| The Cat                                              | Seung-wook Byeon                        | Focus Asia                 |
| Chained                                              | Jennifer Chambers Lynch                 | Director’s Spotlight       |
| A Chinese Ghost Story – Die Dämonenkrieger           | Wilson Yip                              | Focus Asia                 |
| Chronicle – Wozu bist du fähig?                      | Josh Trank                              | FFF Nights                 |
| Cleanskin                                            | Hadi Hajaig                             | Selected Features          |
| Cockneys vs Zombies                                  | Matthias Hoene                          | Selected Features          |
| Columbus Circle                                      | George Gallo                            | Selected Features          |
| Comedown                                             | Menhaj Huda                             | Selected Features          |
| Compliance                                           | Craig Zobel                             | Fresh Blood                |
| Crawl                                                | Paul China                              | Fresh Blood                |
| The Day – Fight. Or Die.                             | Douglas Aarniokoski                     | Selected Features          |
| Detention – Nachsitzen kann tödlich sein             | Joseph Kahn                             | Midnight Madness           |
| The Dinosaur Project                                 | Sid Bennett                             | Selected Features          |
| Doomsday Book                                        | Kim Jee-woon                            | Focus Asia                 |
| Eden                                                 | Megan Griffiths                         | Special Premiere Screening |
| Eva                                                  | Kike Maíllo                             | Fresh Blood                |
| Excision                                             | Richard Bates Jr.                       | Fresh Blood                |
| The Flying Swords of Dragon Gate                     | Tsui Hark                               | Focus Asia                 |
| Game of Werewolves                                   | Juan Martinez Moreno                    | Selected Features          |
| A Gang Story – Eine Frage der Ehre                   | Olivier Marchal                         | Selected Features          |
| Abiogenesis                                          | Richard Mans                            | Get Shorty                 |
| Bear                                                 | Nash Edgerton                           | Get Shorty                 |
| Believe the Dance                                    | Thomas Berg                             | Get Shorty                 |
| The Black Lake                                       | Victor Jaquir                           | Get Shorty                 |
| Danny Boy                                            | Marek Skrobecki                         | Get Shorty                 |
| The Furred Man                                       | Paul Williams                           | Get Shorty                 |
| The Little Mermaid                                   | Nicholas Humphries                      | Get Shorty                 |
| Luminaris                                            | Juan Pablo Zaramella                    | Get Shorty                 |
| Suiker                                               | Jeroen Annokkee                         | Get Shorty                 |
| The Trap                                             | Alberto López                           | Get Shorty                 |
| Tune for Two                                         | Gunnar Järvstad                         | Get Shorty                 |
| The Ghostmaker                                       | Mauro Borelli                           | Midnight Madness           |
| Girls Against Boys                                   | Austin Chick                            | Selected Features          |
| God Bless America                                    | Bobcat Goldthwait                       | Selected Features          |
| Grabbers                                             | Jon Wright                              | Selected Features          |
| Das verborgene Gesicht                               | Andrés Baiz                             | Fresh Blood                |
| Inbred                                               | Alex Chandon                            | Midnight Madness           |
| Juan of the Dead                                     | Alejandro Brugués                       | FFF Nights                 |
| Killer Joe                                           | William Friedkin                        | Selected Features          |
| The King of Pigs                                     | Sang-ho Yeon                            | Focus Asia                 |
| The Little Girl – Das Böse hat einen Namen (Dictado) | Antonio Chavarrías                      | FFF Nights                 |
| Livid – Das Blut der Ballerinas                      | Alexandre Bustillo                      | FFF Nights                 |
| Love                                                 | William Eubank                          | FFF Nights                 |
| Morituris                                            | Raffaele Picchio                        | Midnight Madness           |
| Motorway                                             | Pou-Soi Cheang                          | Focus Asia                 |
| Nightfall                                            | Chow Hin Yeung Roy                      | Focus Asia                 |
| No tell Motel                                        | Brett Donowho                           | Selected Features          |
| Noobz                                                | Blake Freeman                           | Selected Features          |
| The Pact                                             | Nicholas McCarthy                       | Fresh Blood                |
| Piranha 3DD                                          | John Gulager                            | Selected Features          |
| Portrait of a Zombie                                 | Bing Bailey                             | Selected Features          |
| Possession – Das Dunkle in dir                       | Ole Bornedal                            | Selected Features          |
| The Prodigies                                        | Antoine Charreyron                      | FFF Nights                 |
| REC 3: Genesis                                       | Paco Plaza                              | FFF Nights                 |
| In Their Skin – Sie wollen dein Leben                | Jeremy Power Regimbal                   | Fresh Blood                |
| Resolution                                           | Justin Benson und Aaron Scott Moorehead | Selected Features          |
| Rosewood Lane                                        | Victor Salva                            | FFF Nights                 |
| Sightseers                                           | Ben Wheatley                            | Opening Night              |
| Sleep Tight                                          | Jaume Balagueró                         | FFF Nights                 |
| Starship Troopers: Invasion                          | Shinji Aramaki                          | Selected features          |
| Stitches                                             | Conor McMahon                           | Selected Features          |
| Storage 24                                           | Johannes Roberts                        | Selected Features          |
| The Suicide Shop                                     | Patrice Leconte                         | Selected Features          |
| Sushi Girl                                           | Kern Saxton                             | Selected Features          |
| Switch                                               | Frédéric Schoendoerffer                 | Selected Features          |
| The Sword Identity                                   | Haofeng Xu                              | Focus Asia                 |
| The Tall Man                                         | Pascal Laugier                          | Selected Features          |
| Thale                                                | Aleksander Nordaas                      | Selected Features          |
| The Theatre Bizarre                                  | Diverse                                 | FFF Nights                 |
| Universal Soldier: Day of Reckoning                  | John Hyams                              | Selected Features          |
| Vamps                                                | Amy Heckerling                          | Selected Features          |
| V/H/S – Eine mörderische Sammlung                    | Diverse                                 | Selected Features          |
| Violet Daisy                                         | Geoffrey Fletcher                       | Fresh Blood                |
| We Need to talk About Kevin                          | Lynne Ramsay                            | FFF Nights                 |
| The Wee Man                                          | Ray Burdis                              | Selected Features          |
| When the Lights Went Out                             | Pat Holden                              | Selected Features          |
| Wrath                                                | Jonathan Neil Dixon                     | Fresh Blood                |